# 長谷雄蓮華
長谷雄 蓮華(はせを れんか、1972年（昭和47年）7月24日 - )は浄土宗僧侶。浄土宗励声山大法寺（愛知県愛西市）住職。ラジオパーソナリティ。一般社団法人かけこみ寺代表理事。愛知県愛西市出身。東海高等学校中退。

## 概要
大法寺の次男として生まれるが、寺の本堂が中学3年生の時に全焼。心ない言葉をかけられ、学生時代に自殺を考えたこともある。
高校を2年で中退、上京。写真スタジオで働いた後、飲食店を経営して成功するが、兄が平等院に養子に入ったことで呼び戻され、3年間の修行の後、24歳の時に大法寺に戻る。寺は檀家ゼロの状況だったが、葬儀の費用や質を改善、檀家が1000軒を超え、2014年（平成26年）に本堂を再建する。「日本一 敷居の低いお寺」を目指し活動、2021年（令和3年）、大法寺における檀家制度の終焉を宣言。「寺共友(てらとも)」としてのつながりを呼び掛けた。
法話が面白いお坊さんがいるとCBCラジオから声をかけられ、ラジオパーソナリティー「ラジ和尚」としても活躍。テレビ出演も多数。
2015年頃、亡くなった性的少数者の葬儀において、遺族が自分らの所有する墓所への納骨を「気持ち悪い」と拒否するとともに、故人のパートナーが葬儀に参列することを拒んだことがあった。長谷雄の説得でパートナーは友人席での参列を行った。このことをきっかけに「仏様が『男だから、LGBTだから』で救済を区別するはずがない」と考えるようになり、戒名に女性を表す「大姉」や男性を表す「居士」を付けるのを一律で止めた。2019年ごろからは大法寺の境内にレインボーフラッグを掲げると共に、性的少数者からの相談を受け、大法寺境内の樹木葬の墓地で、亡くなった性的少数者数人を受け入れている。

## 出演番組

### ラジオ
- ラジ和尚・長谷雄蓮華のちょっと、かけこまナイト!（CBCラジオ）
- ラジ和尚 長谷雄蓮華の蓮の花の咲くまちに（FMななみ）
- ラジ和尚 presents えしんりょうけんゆうの住職 de SHOW!!（FMいちのみや）
- 教えて! ラジ和尚!（いなべエフエム)
- 夜のイチスタ（OBSラジオ、月1回）
- ラジ和尚長谷雄蓮華の 108秒のコトノハ （文化放送『おとなりさん』金曜→『おとなりさんday』）
- 森谷佳奈のはきださNIGHT!（BSSラジオ、毎月第4月曜日「和尚に相談しナイト」コーナー担当)
- HEARTFUL SHUFFLE（Heart FM）

ほか

## 過去の出演番組

### テレビ
- ぶっちゃけ寺（テレビ朝日）
- 10人のお坊さん（NHKBSP）

### ラジオ
- Heart2Heart（Heart FM）

## その他エピソード
- 2016年、東京ビッグサイトで葬儀・埋葬・供養などの終活に関する専門展『エンディング産業展2016』が開催されたが、その中の企画「第2回 美坊主コンテスト2016」に出場している。なお、優勝は逃している[5]。
- 2021年、CBCラジオのラジオ番組『北野誠のズバリ』において放送時に不審な音が入るという事件が起こった。調査の結果、機器の不具合などは見つからず心霊現象という結論が出されると番組メインパーソナリティーを務める北野誠は対処法として長谷雄に来てもらい、祈祷をあげてもらうのが一番じゃないかとコメントした[6]。